# Іконографія Наполеона Бонапарта
Іконографія Наполеона Бонапарта — становить собою сукупність зображень французького імператора Наполеона I, виконаних засобами живопису, графіки, скульптури, включно із зображеннями імператора Наполеона I на предметах декоративно-ужиткового мистецтва.
Іконографія Наполеона Бонапарта хронологічно стосується усіх періодів його життя й охоплює проміжок від навчання в Брієнській військовій (кадетській) школі та аж до смерті.
Внесок в іконографію Наполеона Бонапарта зробили як французькі, так і інші (переважно європейські), митці. Іконографія Наполеона Бонапарта формувалася, з одного боку, самим Наполеоном в його час, а з іншого боку, митці, що зображали події наполеонівської епохи, продовжили формування іконографії вже по смерті імператора. 
Наполеон надавав величезного значення створенню власного іміджу як величного, могутнього правителя. У цій сфері він наслідував досвід Людовика XIV, чиє бачення півтора століття визначало художні смаки. Розуміючи пропагандистську функцію зображення (див. Наполеонівська пропаганда), Наполеон надавав значної ваги кожному предмету мистецтва, виступив ініціатором створення маси картин, обговорював сюжети з художниками, а його смаки в мистецтві та моді Франції й залежних територій стали панівними. Наполеон, дбаючи про власний імідж, протегував багатьом митцям.
Іконографія Наполеона Бонапарта є значною за обсягом частиною відображення образу Наполеона у культурі та мистецтві та значною частиною так званої "наполеонівської легенди" (складного сплетіння міфів і правдивості про особу та час Наполеона).